# Tremp
Tremp (Catalaans uitspraak: [tɾɛm], lokaal: [tɾem]) is een gemeente in de Spaanse provincie Lleida in de regio Catalonië met een oppervlakte van 302 km². Tremp telt 6.026 inwoners (1 januari 2016). Het is de hoofdstad van de comarca Pallars Jussà. In het gebied van de gemeente liggen 28 dorpen.
De gemeente is een geografische eigenaardigheid en bestaat uit vijf afzonderlijke territoriale entiteiten binnen de comarca (het district) van Pallars Jussà (zie afbeelding). De stad Tremp is het op een na kleinste van deze gebiedjes en is gelegen in de vallei van de Noguera Pallaresa (rivier) ten zuiden van Talarn en de Talarndam. Het grootste deel van het gemeentelijk grondgebied ligt ten westen van de vallei van de Noguera Pallaresa en strekt zich uit tot aan de Noguera Ribagorçana (rivier). Een derde deel is een exclave van de comarca binnen de gemeente El Pont de Suert in de Alta Ribagorça. In het oosten vormen de dorpen van Palau de Noguera, Suterranya en Vilamitjana de vierde entiteit, terwijl het vijfde en kleinste deel (van slechts 1,59 km²) van de gemeente Tremp wordt gevormd door het dorp Puigcercós.

## Demografische ontwikkeling

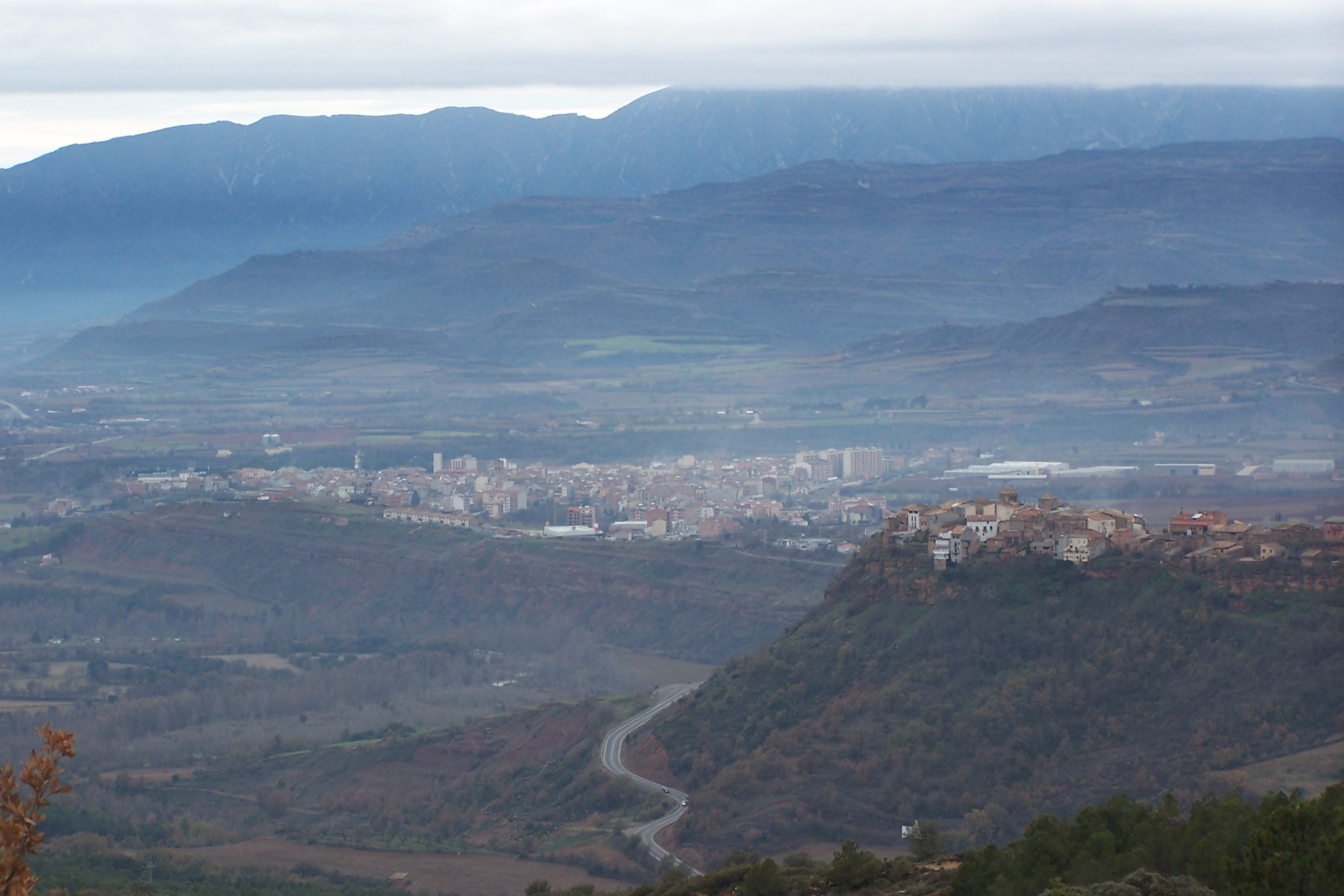
Uitzicht op Tremp met rechts op de voorgrond het dorpje Talarn.

De gemeente Tremp is geen geografisch geheel doch bestaat uit vijf afzonderlijke gebiedjes.

Bron: INE, 1857-2011: volkstellingen
Opm.: In 1857 werd de gemeente Claret aangehecht; in 1887 werd een deel van de gemeente Castisent aangehecht; in 1970 volgden Eroles (met het andere deel van Castisent), Espluga de Serra, Gurp en Sapeira en in 1975 werden Palau de Noguera, Suterranya en Vilamitjana aangehecht

## Geboren in Tremp
- Jaume Fiella (2de helft 15de eeuw-1522), deken van het kapittel van Barcelona en van 1514 tot 1515 de 47ste president van de Generalitat de Catalunya. Hij richtte in Tremp het nog steeds bestaande Hospital de Pobres op, waar nu Rechtbank van Eerste Aanleg gevestigd is.

Abella de la Conca · Castell de Mur · Conca de Dalt · Gavet de la Conca · Isona i Conca Dellà · Llimiana · la Pobla de Segur · Salàs de Pallars · Sant Esteve de la Sarga · Sarroca de Bellera · Senterada · Talarn · la Torre de Cabdella · Tremp
Abella de la Conca · Àger · Agramunt · Aitona · Els Alamús · Alàs i Cerc · L'Albagés · Albatàrrec · Albesa · L'Albi · Alcanó · Alcarràs · Alcoletge · Alfarràs · Alfés · Algerri · Alguaire · Alins · Almacelles · Almatret · Almenar · Alòs de Balaguer · Alpicat · Alt Àneu · Anglesola · Arbeca · Arres · Arsèguel · Artesa de Lleida · Artesa de Segre · Aspa · Les Avellanes i Santa Linya · Baix Pallars · Balaguer · Barbens · La Baronia de Rialb · Bassella · Bausen · Belianes · Bellaguarda · Bellcaire d'Urgell · Bell-lloc d'Urgell · Bellmunt d'Urgell · Bellpuig · Bellver de Cerdanya · Bellvís · Benavent de Segrià · Biosca · Es Bòrdes · Les Borges Blanques · Bossòst · Bovera · Cabanabona · Cabó · Camarasa · Canejan · Castellar de la Ribera · Castelldans · Castell de Mur · Castellnou de Seana · Castelló de Farfanya · Castellserà · Cava · Cervera · Cervià de les Garrigues · Ciutadilla · Clariana de Cardener · El Cogul · Coll de Nargó · La Coma i la Pedra · Conca de Dalt · Corbins · Cubells · L'Espluga Calba · Espot · Estamariu · Estaràs · Esterri d'Àneu · Esterri de Cardós · Farrera · Fígols i Alinyà · La Floresta · Fondarella · Foradada · La Fuliola · Fulleda · Gavet de la Conca · Gimenells i el Pla de la Font · Golmés · Gósol · La Granadella · La Granja d'Escarp · Granyanella · Granyena de les Garrigues · Granyena de Segarra · Guimerà · La Guingueta d'Àneu · Guissona · Guixers · Isona i Conca Dellà · Ivars de Noguera · Ivars d'Urgell · Ivorra · Josa i Tuixén · Juncosa · Juneda · Les · Linyola · Lladorre · Lladurs · Llardecans · Llavorsí · Lleida · Lles de Cerdanya · Llimiana · Llobera · Maials · Maldà · Massalcoreig · Massoteres · Menàrguens · Miralcamp · Mollerussa · La Molsosa · Montellà i Martinet · Montferrer i Castellbò · Montgai · Montoliu de Lleida · Montoliu de Segarra · Montornès de Segarra · Nalec · Naut Aran · Navès · Odèn · Oliana · Oliola · Olius · Les Oluges · Els Omellons · Els Omells de na Gaia · Organyà · Os de Balaguer · Ossó de Sió · El Palau d'Anglesola · Penelles · Peramola · Pinell de Solsonès · Pinós · Els Plans de Sió · El Poal · La Pobla de Cérvoles · La Pobla de Segur · El Pont de Bar · El Pont de Suert · Ponts · La Portella · Prats i Sansor · Preixana · Preixens · Prullans · Puiggròs · Puigverd d'Agramunt · Puigverd de Lleida · Rialp · Ribera d'Ondara · Ribera d'Urgellet · Riner · Riu de Cerdanya · Rosselló · Salàs de Pallars · Sanaüja · Sant Esteve de la Sarga · Sant Guim de Freixenet · Sant Guim de la Plana · Sant Llorenç de Morunys · Sant Martí de Riucorb · Sant Ramon · Sarroca de Bellera · Sarroca de Lleida · Senterada · La Sentiu de Sió · Seròs · La Seu d'Urgell · Sidamon · El Soleràs · Solsona · Soriguera · Sort · Soses · Sudanell · Sunyer · Talarn · Talavera · Tàrrega · Tarrés · Tarroja de Segarra · Térmens · Tírvia · Tiurana · Torà · Els Torms · Tornabous · La Torre de Cabdella · Torrebesses · Torrefarrera · Torrefeta i Florejacs · Torregrossa · Torrelameu · Torres de Segre · Torre-serona · Tremp · La Vall de Boí · Vall de Cardós · Vallbona de les Monges · Vallfogona de Balaguer · Les Valls d'Aguilar · Les Valls de Valira · La Vansa i Fórnols · Verdú · Vielha e Mijaran · Vilagrassa · Vilaller · Vilamòs · Vilanova de Bellpuig · Vilanova de l'Aguda · Vilanova de la Barca · Vilanova de Meià · Vilanova de Segrià · Vila-sana · El Vilosell · Vinaixa